# Maricopa (Califòrnia)
Maricopa és una població dels Estats Units a l'estat de Califòrnia. Segons el cens del 2000 tenia 1.111 habitants.

## Demografia
Segons el cens del 2000, Maricopa tenia 1.111 habitants, 404 habitatges, i 302 famílies. La densitat de població era de 286 habitants/km².
Dels 404 habitatges en un 34,2% hi vivien nens de menys de 18 anys, en un 59,2% hi vivien parelles casades, en un 11,1% dones solteres, i en un 25,2% no eren unitats familiars. En el 23,5% dels habitatges hi vivien persones soles el 9,2% de les quals corresponia a persones de 65 anys o més que vivien soles. El nombre mitjà de persones vivint en cada habitatge era de 2,75 i el nombre mitjà de persones que vivien en cada família era de 3,22.
Per edats la població es repartia de la següent manera: un 29,8% tenia menys de 18 anys, un 7% entre 18 i 24, un 25,8% entre 25 i 44, un 26,1% de 45 a 60 i un 11,3% 65 anys o més.
L'edat mediana era de 36 anys. Per cada 100 dones de 18 o més anys hi havia 105,3 homes.
La renda mediana per habitatge era de 27.917 $ i la renda mediana per família de 31.761 $. Els homes tenien una renda mediana de 31.161 $ mentre que les dones 23.333 $. La renda per capita de la població era de 15.692 $. Entorn del 15,6% de les famílies i el 21,3% de la població estaven per davall del llindar de pobresa.

## Poblacions més properes
El següent diagrama mostra les poblacions més properes.